# Canal 9 (Nicaragua)
Canal 9 es un canal de televisión abierta nicaragüense que fue lanzado en 2011 y que tiene sus oficinas en Managua, Es propiedad de Albavisión y operados por Digital Media de Nicaragua S.A, a la vez de Ratensa Comunicaciones S.A. Su programación se compone de programas de entretenimiento, dibujos animados, anime y series clásicas.

## Historia
Canal 9 fue lanzada al aire en 2011 por el Grupo Ratensa de Nicaragua en la ciudad de Managua.
Su programación se basa generalmente en entretenimiento infantil juvenil, Actualmente también cuenta con programación propia, entre ellas un programa de educación para niños con la Profesora Novita, que realiza programas sobre la educación y giras a nivel de todo el país.
Se encuentra la dirección Hotel Mansión Teodolinda 2 cuadras al oeste, 10.ª Calle Suroeste, Residencial Bolonia, Managua, Nicaragua.

## Programación
Canal 9 cuenta con programación producida así como algunas animación y entretenimiento. 
Algunos de sus programas emitidos son:

### Programas infantiles
- Los Misterios de Moville
- Mi padre el rockero
- Detention
- ¡Listos a jugar!
- Creepie
- Iron Kid
- Duel Masters
- Vickie el vikingo
- Los Defensores Di-Gata
- RollBots
- Heidi
- Stargate Infinity
- Zoids: Chaotic Century
- Zoids: New Century
- Zoids: Fuzors
- Zoids: Genesis
- Zoids Wild
- Randy Cunningham: Ninja Total
- Tron: la resistencia
- Jake Long: El Dragón occidental
- Transformers: Energon
- Code Lyoko
- Xcalibur
- Pinky Dinky Doo
- Pucca
- Ruby Gloom
- Pocoyó
- La abeja Maya
- Master Raindrop
- Ninja Hattori
- Duck Dodgers
- Academia de titanes
- 3, 2, 1 ¡vamos!
- El mundo de Elmo
- Manny a la obra
- La casa de Mickey Mouse
- El Chavo animado
- Cleo & Cuquin
- Grotescología, Agentes Asquerosos
- Doraemon: el gato cósmico
- Pecezuelos
- El lagartigo de Ned
- Betty Atómica
- La sirenita
- Plaza Sésamo
- Heidi
- Lilo y Stitch
- Stitch!
- Lloyd en el Espacio
- Dientes de lata
- Quack Pack
- Beyblade
- Power Rangers
- Heroman
- Dino Rey
- Action Man A.T.O.M.
- Kick Buttowski: Medio Doble de Riesgo
- Medabots
- MegaMan NT Warrior
- Pokémon
- Crónicas Pokémon
- Zatch Bell!
- Hombres de negro
- X-Men
- X-Men: Evolución
- Wolverine y los X-Men
- Marvel Anime: Wolverine
- Marvel Anime: Blade
- Marvel Anime: Ironman
- Phineas y Ferb
- Princesita Sofía
- Elena de Ávalor
- El Espectacular Hombre Araña
- Ultimate Spider-Man
- Spider-Man de Marvel
- Los Vengadores unidos
- Los Vengadores: Los héroes más poderosos del planeta
- Avengers: Guerreros del futuro de Marvel
- Hulk y los agentes de S.M.A.S.H.
- La pantera rosa
- La pantera rosa y sus hijos
- La pandilla de la pantera rosa
- Zeke y Luther
- ¡Buena suerte, Charlie!
- Programa de talentos
- A todo Ritmo
- Los Hechiceros de Waverly Place
- Jessie
- Jonas

### Programas religiosos
- El Camino Antiguo

### Programas musicales
- Top 9

### Series extranjeras
- Videos Divertidos de Animal Planet
- Cámara loca
- LOL: Riendo a Carcajadas
- Armor Hero: Héroe blindado
- Kamen Rider: Los caballeros dragón
- Ultraman Tiga
- NCIS: Criminología Naval
- XIII: La serie
- Núm3r0s
- Flashpoint
- Mentes criminales
- NCIS: Los Ángeles
- CSI: Miami
- Marvel's Agents of S.H.I.E.L.D.
- Breaking Bad
- Almas suspendidas
- Once Upon a Time
- Chiquinha Gonzaga
- Águila Roja
- Bandolera
- Justicia Letal
- Tierra de lobos
- Los Tudor

### Realitys y programas deportivos
- BattleBots
- Fear Factor
- Escape perfecto
- Sí se puede
- Desafío
- La isla: El reality
- Survivor
- Hombre al agua
- Bare Knuckle Fighting Championship
- Lucha Libre AAA Worldwide
- ESPN KnockOut
- WWE Raw y Smackdown

### Eventos transmitidos
- Juegos Olímpicos
- Juegos Olímpicos de Invierno
- Juegos Paralímpicos
- Juegos Paralímpicos de Invierno
- Juegos Olímpicos de la Juventud